# Pierre Laffitte
Pour les articles homonymes, voir Laffitte.
 (octobre 2019).
Si vous disposez d'ouvrages ou d'articles de référence ou si vous connaissez des sites web de qualité traitant du thème abordé ici, merci de compléter l'article en donnant les références utiles à sa vérifiabilité et en les liant à la section « Notes et références ».
Pierre Paul Laffitte, né le 1er janvier 1925 à Saint-Paul-de-Vence (Alpes-Maritimes) et mort le 7 juillet 2021 à Cagnes-sur-Mer, est un scientifique et homme politique français. Il est le fondateur de Sophia Antipolis et sénateur des Alpes-Maritimes de 1985 à 2008.

## Biographie

### Famille
Il est le fils de Jean Laffitte, artiste peintre né à Alger, et de Lucie Fink, née à Strasbourg du temps de l’Alsace allemande (sa grand-mère était allemande). Sa mère se remarie avec le sénateur Émile Hugues. Ce dernier et Lucie Laffitte-Hugues, tous deux morts en 1966, ont été reconnus Justes parmi les nations en 2007.
En 1949, il se marie avec Sofia Grigorievna Glikman-Toumarkine, femme de lettres et universitaire née en 1905 à Saint-Pétersbourg. Devenu veuf en 1979, il épouse en 1985 Anita Garcia, morte en 2005. Il se remarie en troisièmes noces avec Sophie Michel, médecin. 
Il est l'arrière-petit-fils du haut fonctionnaire, cartographe et explorateur Justin Pouyanne et le cousin germain du sculpteur André Tauziède. Il est par ailleurs un proche parent de l'ingénieur Benoît Rouquayrol, co-inventeur du scaphandre autonome.

### Études
Il fréquente l’école primaire de Saint-Paul-de-Vence dirigée alors par Célestin Freinet. Il poursuit sa scolarité au lycée Masséna de Nice où il est admis comme élève boursier – pensionnaire. Il y reste jusqu’aux classes préparatoires qui le conduisent à son admission à l’École polytechnique (promotion 1944), dont il sort dans le corps des Mines.

### Carrière scientifique
Ingénieur géologue, il commence sa carrière au Bureau de recherches géologiques et minières (BRGGM), service du ministère de l’Industrie. Il le transforme en Établissement public à caractère industriel et commercial (EPIC) dont il est nommé directeur. Il y développe un Service Géologique National d’une part un Bureau Minier d’autre part. La décision en 1959 de fusionner l’ensemble des bureaux Miniers français le conduit à codiriger l’ensemble, puis à renforcer, avec les services géologiques hors métropole, le Service géologique national du nouveau BRGM.
En 1963, il quitte le BRGM et entre à l’École des mines de Paris comme sous-directeur chargé de l’enseignement du Corps des Mines, et directeur de la Recherche de l’école. Il poursuit une réforme profonde de la scolarité du Corps des Mines, il introduit l’accès à des membres d’autres Corps, notamment les Telecom, et ouvre un recrutement du Corps à partir d’ingénieurs civils et de l’École Normale Supérieure. Surtout, il développe fortement au sein de l’École la Recherche partenariale avec l’industrie en créant l’outil ARMINES qui deviendra le prototype des Instituts Carnot, analogues aux Instituts Frauenhofer allemands. Il est également à l’origine des établissements décentralisés de l’École à Fontainebleau, Évry et Sophia Antipolis de la recherche en sociologie des entreprises.
En 1968, il modernise les relations entre étudiants, enseignants et direction pour évaluer l’efficacité pédagogique des cours. Il crée la Conférence des Grandes Écoles qui regroupera l’ensemble des écoles délivrant le titre d’ingénieur et certaines écoles de gestion. En 1974, il est nommé directeur de l’École des Mines de Paris.
En 1980, on lui confie la présidence du Comité de Recherche du Plan. Dans ce cadre, il imagine et prépare des Assises décentralisées de la Recherche. Elles se tiendront sous la présidence de Jean-Pierre Chevènement, nommé entre-temps ministre de la Recherche et de l’Innovation
En 1981 et 1982, Il œuvre pour le maintien des classes préparatoires aux grandes écoles dont l’existence fut un temps menacée. Parallèlement, avec l’aval de la Conférence des Grandes Écoles, il propose et participe à la mise en place d’un système de passerelles entre Universités et Grandes Écoles au niveau doctorat, licence, IUT, et même BTS.

### Parcours politique
Très tôt membre du Parti radical, il est conseiller municipal de sa commune natale, Saint-Paul-de-Vence, à partir de 1961.
En 1971, Francis Palmero, sénateur des Alpes-Maritimes, lui demande d’être son suppléant afin de renforcer son image de défenseur du développement économique via l’innovation. En 1980, lors de l'élection sénatoriale, Francis Palmero est réélu. Celui-ci meurt en mai 1985. Pierre Laffitte lui succède alors. Il est élu le 24 septembre 1989 et réélu le 27 septembre 1998.
Au Sénat, il siège d'abord au sein du groupe de la Gauche démocratique, qui devient ensuite le groupe du Rassemblement démocratique européen (RDE) puis le groupe du Rassemblement démocratique et social européen (RDSE). Il devient président du groupe RDSE le 19 septembre 2007.
À la Haute assemblée, Pierre Laffitte est un spécialiste des questions d'innovation. Il siège à l'office parlementaire d'évaluation des choix scientifiques et technologiques en tant que vice-président. Membre de la commission des affaires culturelles, dont il est vice-président jusqu’en 2004, il est longtemps chargé du rapport sur le budget de la Recherche.
En 2008, le scrutin dans les Alpes-Maritimes étant devenu scrutin de liste, il prend la tête d'une liste divers droite, qui, avec 9,2 % des voix, arrive en quatrième position et n'emporte aucun siège.
Il meurt dans la nuit du 6 au 7 juillet 2021 à Cagnes-sur-Mer, à 96 ans,.

### Réalisations
Dans les années 1960, Pierre Laffitte constate que le besoin de renforcer les moyens de recherche publics et privés conduit, en région parisienne, à les disperser. Le symbolique Quartier latin éclate et perd chaque année parties de ses fleurons sans qu’une stratégie concertée d’aménagement du territoire pourtant souhaitée par la DATAR existe pour les concentrations de cerveaux en Ile-de-France. On regrettait aussi l’hypercentralisation française (Paris et le désert français).
Pierre Laffitte suggère de créer un « Quartier latin aux champs ». C’est le titre d’un article qu’il écrit en 1960 dans Le Monde : il évoque le projet et constate que les initiatives publiques sont gênées par des règlements bureaucratiques (ou d’autres facteurs), il décide de démarrer une opération privée sans but lucratif, dans le sud, près de son lieu de naissance et de l’aéroport de Nice Côte d’Azur.
Sophia Antipolis, dénommée « Cité internationale de la Sagesse des Sciences et des Techniques », est supposée devenir la Florence du XXIe siècle. Une idée forte, la « fertilisation croisée », expression inventée par lui, souvent reprise depuis, est à la base du projet. Pour lui, toute innovation majeure nécessite le croisement, les contacts entre esprits de culture diverses. Utiliser la matière grise pour lancer un grand pôle azuréen de développement économique, sera complémentaire du pôle de Fos-sur-Mer à l’ouest de la région, basé sur l’industrie lourde. La deuxième idée forte est de combiner économie et écologie. Le parc devra éviter toute pollution industrielle pouvant nuire au tourisme ; il en résultera un projet de cahier des charges drastique pour l’aménagement.
En 1969, Pierre Laffitte crée deux outils : l’association Sophia Antipolis et le groupement d’intérêt économique SAVALOR. Il s’agit sur une pinède entre Antibes et Grasse de rassembler en un même lieu des Centres d’enseignement, des Centres de Recherche publics et privés, des entreprises innovantes, et, si possible, des organismes financiers et de propriété industrielle. Un tel écosystème favorisera l’innovation, la créativité et l’esprit d’entreprise. C’est en fait la même démarche que celle qu’il pratique à Paris, à l’École des Mines, ARMINES et avec la Conférence des Grandes Écoles.
Malgré un scepticisme initial, Sophia Antipolis voit le jour, avec l’aide notamment de Jean-Marcel Jeanneney et de François Bloch-Lainé. La première technopole de France dispose rapidement d’une marque notoire.
La Fondation Sophia Antipolis, créée en 1984, poursuit ensuite l’action de Pierre Laffitte avec la même vision stratégique.

## Publications
- Introduction à l'étude des roches métamorphiques et des gîtes métallifères
- Métallogénie de la France
- Carte minière du globe sur fond tectonique au 1/20 0000e (UNESCO)
- Traité d'informatique géologique
- Les Technopoles en France (Encyclopædia Universalis)
- Sophia Antipolis. Naissance d'une Ville ?
- L'Accès au savoir par la télévision (Economica)

## Récompenses et distinctions
- Officier de la Légion d'honneur (France)
- Officier de l'ordre national du Mérite (France)
- Commandeur de l’ordre royal de l’Étoile polaire (Suède)
- Commandeur de l’ordre du Mérite de la République fédérale d'Allemagne
- Membre de l'Académie des technologies suédoise (IVA)
- Président (1988 - 2001) du Haut Conseil culturel franco-allemand
- Titulaire du Prix de Gaulle-Adenauer
- Titulaire du Prix du promoteur de la société de l'information (2004)[6]
- Docteur honoris causa de la Colorado School of Mines et de l’Open University britannique